# DuBose Heyward
Edwin DuBose Heyward (Charleston, 31 augustus 1885 – Tryon, 16 juni 1940) was een Amerikaans schrijver die vooral bekendheid verwierf met zijn boek uit 1925 Porgy dat de basis vormde voor het gelijknamige toneelstuk (met zijn vrouw Dorothy als co-auteur), dat weer het fundament leverde voor de opera Porgy and Bess waarvoor George Gershwin de muziek schreef.

## Biografie
DuBose Heyward kwam uit een oude zuidelijke familie die ‘roots’ had in Engeland en Frankrijk, vandaar zijn voornamen Edwin en DuBose. De overgrootvader van Heyward, Thomas Heyward, was een van de ondertekenaars van de Amerikaanse Onafhankelijkheidsverklaring in 1776. Naast zijn werk als makelaar schreef Heyward gedichten, short story’s en toneelstukken in de stijl van Jack London. 
Zijn moeder verdiepte zich in de cultuur van de Afro-Amerikaanse Gullah-bevolking in het zuiden van Zuid-Carolina en Georgia. Gullah (uitspraak: “keetsjee’’) is waarschijnlijk een verbastering van Angola of van de Afrikaanse stam Gola). Heyward bestudeerde de cultuur en het dialect in de regio. Hij werd daarbij ondersteund door de Poetry Society of South Carolina waarvan hij een van de oprichters was en die zijn residentie heeft in de MacDowell Colony, een kunstenaarskolonie in Peterborough, New Hampshire, opgericht in 1907 door componist Edward MacDowell en zijn vrouw, pianist en filantroop Marian MacDowell.
In 1923 trouwde Heyward met Dorothy Hartzell Kuhns die ook woonde en werkte in de MacDowell Colony. Ze kregen in 1930 een dochter, de actrice, danseres en beeldhouwster Jenifer DuBose Heyward. 
Dorothy spoorde haar man aan om zich volledig aan het schrijven van gedichten en toneelstukken te wijden. In 1925 kreeg Heyward nationale bekendheid met de roman Porgy, waarin hij op een unieke manier Standaardengels en het dialect van de Gullah-bevolking met andere dialecten van Afro-Amerikanen mengde voor de dialogen. De roman werd landelijk gewaardeerd. 
Zijn vrouw Dorothy werkte  - met hulp van haar man - in 1926 de roman om naar een toneelstuk. Heyward schreef daarna nog meerdere toneelstukken en romans, maar deze hebben nooit het hoge niveau bereikt van Porgy. 
Heyward stierf aan een hartaanval in juni 1940 op 54-jarige leeftijd in Tryon, North Carolina. Hij zal blijven voortleven als de schrijver van Porgy.

## De romanPorgy
Heyward haalde zijn inspiratie voor Porgy uit de lamme zwarte bedelaar en verkoper van pindakoekjes Samuel Smalls (in Charleston bekend onder de naam ‘Goat Sammy’), die zichzelf voortbewoog met behulp van een zelfgemaakt zeepkistje getrokken door een geit en die, tot Heywards stomme verbazing, tot twee keer toe is aangehouden door de politie op verdenking van moord op een vrouw, Maggie Barnes.
Getroffen door de gespleten karaktereigenschap van dit figuur creëerde Heyward het personage Porgo, genoemd naar een houten pop uit een van de Gullah-verhalen van zijn moeder. Vlak voor de uitgave van Porgo veranderde hij de naam in Porgy, genoemd naar een plaatselijke vissoort (een van de marktkreten was: “Porgy in the Summer-time”). Maar hij kan ook de naam van Captain Porgy, de hoofdrolspeler uit de roman Woodcraft uit 1854 van Charleston schrijver William Gilmore Simms, gebruikt hebben. Het is in ieder geval niet helemaal duidelijk waar de naam Porgy precies vandaan komt. Het niet-bestaande Catfish Row uit het verhaal is in werkelijkheid Cabbage Row aan de kustlijn van Charleston.
Porgy vindt plaats in het begin van de jaren twintig van de 20ste eeuw en speelt zich af binnen een periode van zeven maanden, van april tot en met oktober.
Porgy is een lamme bedelaar die wat betreft mobiliteit afhankelijk is van Peter. Andere belangrijke figuren in de gemeenschap zijn Robbins met zijn strenggelovige vrouw Serena; Maria, de stoere eigenaresse van een levensmiddelenzaak, en de visser Jake met zijn vrouw Clara en hun baby’tje, een jongetje van een paar weken oud. Tijdens het dobbelspel doodt Crown, een sterke havenarbeider, in een vechtpartij Robbins en vlucht weg naar Kittiwar Island (in het toneelstuk en de opera is het Kittiwah; officieel is het Kiawah bij Charleston). Peter moet de gevangenis in, omdat hij getuige is en Porgy wordt geheel afhankelijk van een geitenkarretje om zich te kunnen verplaatsen. Crowns liefje, Bess, verschijnt; stoned, dronken en totaal uitgehongerd en zoekt haar toevlucht bij Porgy in huis. De uiterlijk perfect verzorgde halfbloed Sporting Life, een cocaïnedealer die een tijdlang gewerkt heeft als kelner in New York, verschijnt ook ten tonele. De witte advocaat Alan Archdale regelt Peters vrijlating en waarschuwt de zwarte bevolking voor de fraude en illegale verkoop van echtscheidingen door de zwarte advocaat Simon Frazier.
Omdat Bess wat cocaïne van Sporting Life had genomen, wordt ze opgesloten wegens het verstoren van de openbare orde. Als ze vrij gelaten is, wordt ze ziek. Maar nadat ze hersteld is, wordt ze tijdens een picknick door Crown verleid en verkracht. Jake komt om tijdens een storm op zee en Clara, die het ziet gebeuren, geeft, helemaal overstuur, haar baby aan Bess en rent naar buiten om Jake te redden. Van haar wordt nooit meer iets vernomen.
Wanneer Crown op een avond naar de hut van Porgy sluipt om Bess te ontvoeren, doodt Porgy Crown. Porgy wordt opgesloten, omdat hij weigert het lijk van Crown te identificeren: minachting van het hof. Als Porgy na een paar dagen terugkeert in Catfish Row, hoort hij van Maria dat een bende havenarbeiders Bess ontvoerd heeft en dat Serena op de baby moet passen. In de “harde, spottende uitstraling” van de “ochtendzon” ziet Maria dat Porgy oud is geworden. “De ontspanning, de zachte stemming, de opgewektheid die hij een zomer lang had; het is allemaal weg.”
Het aspect van de roman dat in eerste instantie het meest gewaardeerd werd, was de manier waarop de zwarte gemeenschap in Charleston geportretteerd werd, maar dat werd later als meest controversiële aspect van de roman gezien. De roman zet in feite de zwarte bevolking neer als een nobele, primitieve en in bepaalde opzichten betere gemeenschap, maar toch fundamenteel verschillend van de witte gemeenschap.  De cultuurverschillen waren groot, waaronder het ‘meester – bediende’ verschil uit de slaventijd, dat nog steeds door veel witte Amerikanen geromantiseerd werd en als ‘iets moois en goeds’ omschreven werd. Ook door DuBose Heyward, die op een heel romantische wijze over "het zingen van de negers" schrijft en dat "we hem overdag gezond, krachtig en blij kunnen zien onder de zon en ’s nachts omringd door wijde velden en maan overgoten moerassen. We zien zijn familie, zijn onomstotelijk geloof in zijn eigen god, zijn spontane uiting van zijn gevoelens, zijn vertrouwen en zijn eenvoudig lot."
Ondanks dit alles gaat Heyward in Porgy ervan uit dat dergelijke culturele verschillen niet alleen erfelijk belast waren, maar ook tot stand zijn gekomen door een wreed systeem dat zonder enige vorm van proces iemand als de hulpeloze Peter opsluit. Het is als zodanig niet juist om het boek af te serveren als sociaal onkritisch. De auteur heeft dan ook geen problemen met Porgy’s moord op Crown, niet alleen door het gewelddadige verleden van Crown, maar ook door het grillige en racistische rechtssysteem van de stad.
In de roman staan gezangen, spirituals, wiegeliedjes, elegieën en ‘shouts’ (dansen tijdens de eredienst waarbij geklapt en gezongen wordt). In het voorwoord van het toneelstuk heeft Heyward het ook over ‘ritme’ als het ‘ondoorgrondelijke, van de zwarte cultuur’.

## Het toneelstukPorgy
Dorothy Heyward werkte in 1926 met wat hulp van haar man de roman om naar een toneelstuk dat in 1927 werd uitgevoerd door het New York’s Theatre Guild, dat uiteindelijk ook de opera Porgy and Bess in 1935 zou gaan uitvoeren. Het New York’s Theatre Guild heeft zich sinds zijn oprichting in 1915 vooral ingezet voor het uitvoeren van hedendaagse toneelstukken en muziekproducties, gemiddeld zo’n zes stukken per jaar. Porgy werd hun grootste succes van de jaren twintig met in totaal 367 voorstellingen op Broadway en in Londen.
Op 23 april 1929 bezocht de Engelse schrijver Arnold Bennett zo’n voorstelling van Porgy. Hij schrijft hierover in zijn dagboek Journal 1929 het volgende: “Ik heb een uitvoering bezocht van het beroemde ‘gekleurde’ toneelstuk Porgy. Het toneelstuk was de moeite niet waard, maar het rumoerige huilen, bidden en zingen viel moeilijk te negeren en de productie was alleszins verzorgd en compleet. Mamoulian, de producent, wordt tot de moderne voorhoede van het theater gerekend. Maar ik kon nauwelijks iets moderns in het eindeloos realistisch gedetailleerde stuk ontdekken. Laten we het de David Belasco-school noemen. Ik weet nog dat ik een door Belasco geregisseerd sentimenteel drama zag, in het Belasco Theatre in New York. Bij het begin van de akte sloeg een klok, en even later sloeg een tweede klok hetzelfde uur. ‘Net echt hè!’ Dat was wat ze destijds in New York onder ‘realistisch toneel’ verstonden! Als er ook maar een tiende van het stuk waar zou zijn zoals bijvoorbeeld de twee klokken die duidelijk te horen waren, zou het een mijlpaal zijn geweest in de geschiedenis van het toneel. Maar het toneelstuk had het niet - nog niet eens een honderdste deel.”
Rouben Mamoulian, de regisseur, was een Armeense immigrant uit Tbilisi die gestudeerd had bij Konstantin Stanislavski, de grondlegger van de Stanislavsky-methode, en Eugene Vakhtangov in Moskou en had al ruime ervaring in de theater- en operawereld. Cleon Throckmorton was de ontwerper van de groots opgezette Charleston decors. Maar wat destijds vooral opzien baarde, was de volledig zwarte cast, bestaande uit zesenzestig personen inclusief de tweeëntwintig hoofdrolspelers. De acteurs en actrices dwongen respect af bij het (overwegend) witte publiek.
Het toneelstuk bleef dicht bij het origineel, de roman. In plaats van te worden ontvoerd, vertrekt Bess naar New York, gevolgd door Porgy in zijn geitenkarretje. Een wat optimistischer einde. De Heywards dramatiseerden verder een paar personages. Zo werd Bess een meer tegenstrijdig figuur en Sportin’ Life (zonder ‘G’) een achterbaks figuur. Ook voegden ze wat hilarische momenten toe aan het toneelstuk zoals de interactie tussen advocaat Frazier (nu gewoon: Frazier) en het nieuwe personage Lily Holmes, de vrouw van Peter. Het toneelstuk is prozaïscher dan de roman om het voor het publiek wat toegankelijker te maken. Daarentegen werden gedeeltes met muziek ingevoegd, gespeeld door de Jenkins Orphanage Band uit Charleston.

## De operaPorgy and Bess
In november 1927 spraken Heyward en George Gershwin elkaar voor de eerste keer in Atlantic City om te praten over Gershwins idee om van het toneelstuk Porgy een opera te maken. De twee hadden daarna geregeld briefcontact over het onderwerp.
Vanwege de afstand en het feit dat Heyward wat moeite had met het schrijven van humoristische en romantische teksten, gingen ze beiden akkoord met het plan om Ira Gershwin, de broer van George, wat teksten mee te laten schrijven en om de samenwerking tussen hen wat te vereenvoudigen. Voor Gershwin was de werkwijze tweeledig: enerzijds zette hij teksten van Heyward op muziek en anderzijds gaf hij muziek aan Ira om er teksten op te maken.
De enige uitzondering is het lied van Porgy “I Got Plenty o’ Nuttin”. Toen Heyward in de studeerkamer van Gershwin de melodie hoorde, vroeg hij aan Ira of hij daar een tekst op mocht maken. Uitgaande van de allereerste tekstregel van Ira maakte hij de tekst af. Ira paste de tekst hier en daar wat aan om het goed op de muziek te laten passen.
Verder schreven Ira en Heyward samen de duetten “Bess, You Is My Woman Now” en “I Wants to Stay Here”.
Ira schreef de teksten voor “Oh, I Can’t Sit Down”, “I Ain’t Got No Shame”, “It Ain’t Necessarily So”, Oh, Hev’nly Father”, “A Red Headed Woman”, “There’s a Boat Dat’s Leavin’ Soon For New York” en “Oh, Bess, Oh Where’s My Bess”, terwijl Heyward alle andere teksten schreef, inclusief “Summertime”. Volgens Stephen Sondheim (tekstschrijver van West Side Story) zijn de teksten van Heyward ware gedichten die de muziek niet overheersen, maar juist verrijken.

“Het is het beste wat ooit op muziektheater gebied is gemaakt. “My Man’s Gone Now” en “Summertime”: Geniale dichtkunst.”

Heyward en Ira spraken af de royalty’s te delen. Elk 25 % en de componist 50%. Na de dood van George stuurde Ira een brief naar Heyward waarin hij schreef dat George “veel respect voor hem had en een diepe genegenheid”. “En je zult ongetwijfeld wel ervaren hebben dat ik dat ook heb en ik beschouw het als een grote eer dat ik met je heb mogen samenwerken hoe klein mijn aandeel ook was.”
Aangezien de opera gebaseerd is op het toneelstuk Porgy, dat in feite geschreven is door Dorothy, moet ook haar aandeel in Porgy and Bess niet onderschat worden.

## Werk

### Dichtbundels
- Carolina Chansons: Legends of the Low Country (1922) (samen met Hervey Allen)
- Jasbo Brown and Other Poems (1924)
- Skylines and Horizons (1924)

### Romans
- Porgy (1925)
- Angel (1926)
- Mamba's Daughters (1929)
- The Half Pint Flask (1929)
- Peter Ashley (1932)
- Star Spangled Virgin (1939)

### Kinderboek
- The Country Bunny and the Little Gold Shoes (1939)

### Toneelstukken
- Porgy (1927) (samen met Dorothy Heyward)
- Brass Ankles (1931)
- Mamba's Daughters (1939) (samen met Dorothy Heyward)

### Film scenario
- The Emperor Jones (1933) gebaseerd op het toneelstuk The Emperor Jones van Eugene O'Neill

### Opera
- Porgy and Bess (1935) (met Ira Gershwin)

- Bibsys: 90191034
- Biblioteca Nacional de España: XX970371
- Bibliothèque nationale de France: cb12052658x (data)
- Catàleg d'autoritats de noms i títols de Catalunya: 981058525572706706
- CiNii: DA08998156
- Gemeinsame Normdatei: 122186702
- International Standard Name Identifier: 0000 0001 0886 3028
- Library of Congress Control Number: n50041800
- Nationale Bibliotheek van Letland: 000149057
- MusicBrainz: 82953e0d-464a-4fb8-80fc-78dbf8b49b1b
- Bibliotheek van het Japanse parlement: 00443253
- Nationale Bibliotheek van Tsjechië: xx0003620
- Nationale bibliotheek van Australië: 35411719
- Nationale Bibliotheek van Israël: 987007299440705171
- Nationale en Universitaire bibliotheek Zagreb: 000115005
- Nederlandse Thesaurus van Auteursnamen: 073518042
- Istituto Centrale per il Catalogo Unico: RAVV023567
- SNAC: w66q28zj
- Système universitaire de documentation: 028755944
- Trove: 943272
- Virtual International Authority File: 34476077
- WorldCat: E39PBJg4pKDTRmc9FPhbpRxCcP